# Seznam poslanců Malty (1927–1932)
Seznam poslanců Malty za volební období 1927–1932.
| Jméno                    | Strana | Volební okresek | Poznámky                            |
| ------------------------ | ------ | --------------- | ----------------------------------- |
| Giovanni Adami           | PN     | 5               |                                     |
| Giuseppe Agius Muscat    | PN     | 4               |                                     |
| Alfredo W. Azzopardi     | PN     | 2               |                                     |
| Augusto Bartolo          | CON    | 2               | odstoupil; nástupce Parnis, Eric    |
| Robert Bencini           | CON    | 3               |                                     |
| Pawlu Boffa              | MLP    | 5               |                                     |
| John Bugeja              | CON    | 6               |                                     |
| Alfredo Cachia Zammit    | PN     | 5               |                                     |
| Antonio Dalli            | PN     | 3               |                                     |
| Enrico Dandria           | PN     | 2               |                                     |
| Giuseppe De Giorgio      | PN     | 7               |                                     |
| Nicolo Delia             | PN     | 7               |                                     |
| Michael Dundon           | MLP    | 4               |                                     |
| Tommaso Fenech           | PN     | 6               |                                     |
| Robert Galea             | CON    | 1               |                                     |
| Alfred Gera De Petri     | CON    | 1               |                                     |
| Robert E. Hamilton       | CON    | 4               |                                     |
| Carlo Mallia             | PN     | 1               |                                     |
| Giuseppe Micallef        | CON    | 8               | odstoupil; nástupce Bonello, Robert |
| Giuseppe Micallef        | Ind    | 8               |                                     |
| Carmelo Mifsud Bonniċi   | PN     | 4               |                                     |
| Ugo P. Mifsud            | PN     | 1               |                                     |
| Enrico Mizzi             | PN     | 8               |                                     |
| Anthony Joseph Montanaro | CON    | 7               |                                     |
| Anthony Montano          | CON    | 2               |                                     |
| Alfred Parnis            | CON    | 5               |                                     |
| Enrico Sacco             | MLP    | 3               |                                     |
| Walter Salomone          | CON    | 6               |                                     |
| Achille Samut            | CON    | 3               | odstoupil; nástupce Muscat, Joseph  |
| Gerald Strickland        | CON    | 8               |                                     |
| Roger Strickland         | CON    | 6               |                                     |
| Edwin Vassallo           | CON    | 7               |                                     |